# Estádio Princess Magogo
O Estádio Princess Magogo é um estádio multi-uso situado em KwaMashu, subúrbio de Durban, África do Sul. Atualmente é usado principalmente para jogos de futebol e foi reformulado em 2010 para ser utilizado como um campo de treinamento para as equipes participantes da Copa do Mundo FIFA de 2010.
O estádio tem o nome de Princess Constance Magogo, uma princesa Zulu que passou boa parte de sua vida como cantora e compositora, no desenvolvimento da divulgação da tradição e cultura Zulu.